# Ahmat Jidoud
Ahmat Jidoud (* 1. Januar 1980 in Nobi) ist ein nigrischer Wirtschaftswissenschaftler und Politiker. Er war von 2021 bis 2023 Finanzminister Nigers.

## Leben
Ahmat Jidoud besuchte die Grundschule in seinem Geburtsort Nobi, das Collège d’Enseignement Général (CEG) in Malbaza und das Lycée d’Excellence in der Hauptstadt Niamey, das er mit einem Baccalauréat abschloss. Er studierte von 2001 bis 2012 Wirtschaftswissenschaft, zunächst an der Hassan-I.-Universität in Settat in Marokko, dann bis zu seinem Doktorat an der Universität Toulouse I in Toulouse in Frankreich.
Jidoud arbeitete von 2012 bis 2013 als Assistent für Forschung und Lehre an der Toulouse School of Economics. Ab 2013 war er in der Afrika-Abteilung des Internationalen Währungsfonds tätig, wobei er als Wirtschaftsexperte auf die Komoren und Burkina Faso spezialisiert war. Er veröffentlichte zudem mehrere wirtschaftswissenschaftliche Fachaufsätze.
Staatspräsident Mahamadou Issoufou berief Ahmat Jidoud am 19. Oktober 2016 als für das Budget zuständigen beigeordneten Minister beim Minister für Finanzen in die Regierung unter Premierminister Brigi Rafini. Als Finanzminister wirkten zunächst Hassoumi Massoudou, dann ab 31. Januar 2019 Mamadou Diop. Als dessen Nachfolger wurde Jidoud am 7. April 2021 unter Staatspräsident Mohamed Bazoum Finanzminister in der Regierung von Premierminister Ouhoumoudou Mahamadou.
Bazoums Regierung wurde beim Militärputsch am 26. Juli 2023 abgesetzt. In der vom neuen Machthaber Abdourahamane Tiani am 9. August 2023 ernannten Regierung wurde der neue Premierminister Ali Lamine Zeine zugleich Finanz- und Wirtschaftsminister. Unter dem Militärregime wurde Ahmat Jidoud am 20. September 2023 verhaftet und im Gefängnis von Say eingesperrt.